# Internetrecht (Deutschland)
Das Internetrecht (auch: Onlinerecht) befasst sich mit den rechtlichen Problemen, die mit der Verwendung des Internets einhergehen. Es stellt kein eigenes Rechtsgebiet dar, sondern ist die Schnittstelle aller Rechtsgebiete im Bereich des Internets.
Teilweise wird es als Teilgebiet des Medienrechts gesehen, wenn dieser Begriff weiter ausgelegt wird. Nach anderen Begriffsbestimmungen ist im Medienrecht die inhaltliche Seite geregelt, im Telekommunikationsrecht die technische, und beide Seiten gemeinsam ergeben dann das Internetrecht.

## Berührung mit unterschiedlichen Rechtsgebieten
Das Internetrecht zeichnet sich im Gegensatz zu anderen und etablierteren Rechtsgebieten durch mehrere Besonderheiten aus.
Zum einen ist es, wie bereits erwähnt, kein homogenes Rechtsgebiet, sondern setzt sich aus einer Vielzahl unterschiedlicher Rechtsgebiete zusammen. Beispielhaft sollen hier genannt werden:
| Rechtsgebiet                                | Auswirkungen bspw. auf | Deutsche Gesetze                             | Österreichische Gesetze                                     |
| ------------------------------------------- | --- | -------------------------------------------- | ----------------------------------------------------------- |
| Allgemeines und besonderes Privatrecht      | Vertragsschluss, Handel und E-Commerce, Gewährleistung, allgemeine Haftungsgrundsätze, Informationspflichten bei geschäftsmäßigen Telemedien | BGB, DDG                                     | ABGB, KSchG, UGB, Signaturgesetz                            |
| Urheberrecht                                | Schutz des Urhebers, Verwertungsrechte, Rechteübertragung, Tauschbörsen, Privatkopie                                                         | UrhG, KUG                                    | UrhG, Musterschutzgesetz                                    |
| Wettbewerbsrecht                            | wettbewerbsrechtliche Abmahnungen, Werbung                                                                                                   | UWG                                          | UWG, Markenschutzgesetz 1970                                |
| Strafrecht                                  | „Cracker“, Pornografie, Volksverhetzung, Computerbetrug, Datenveränderung, Ausspähen von Daten, Computersabotage, u. a.                      | StGB                                         | StGB, Zugangskontrollgesetz, VerbotsG                       |
| Namens- und Markenrecht                     | Domain-Registrierung, Domainnutzung, Domainhandel und Domaingrabbing (siehe auch: Domainnamensrecht)                                         | Markengesetz, BGB                            | E-Commerce-Gesetz, Markenschutzgesetz 1970, UWG, StGB, ABGB |
| Datenschutzrecht                            | E-Commerce, Datenschutzbeauftragter, Informations- und Belehrungspflichten, Vorratsdatenspeicherung                                          | BDSG                                         | DSG, Telekommunikationsgesetz 2003, E-Commerce-Gesetz       |
| Internationales Privatrecht (IPR)           | grenzüberschreitende Verträge oder Rechtsverletzungen                                                                                        | EGBGB, CISG (UN-Kaufrecht), diverse Abkommen | CISG (UN-Kaufrecht), diverse Abkommen                       |
| Internationales Zivilverfahrensrecht (IZVR) | Zuständigkeit der Gerichte | EuGVVO, diverse Abkommen                     | EuGVVO, diverse Abkommen                                    |
| Medienrecht                                 | Sorgfaltspflichten bei Telemedien mit journalistisch-redaktionellen Angeboten, Schutz von Kindern und Jugendlichen (Jugendmedienschutz)      | MStV, JMStV                                  | E-Commerce-Gesetz, Telekommunikationsgesetz 2003            |
| Telekommunikationsrecht                     | Abrechnung von Telekommunikationsdienstleistungen                                                                                            | TKG                                          | Telekommunikationsgesetz 2003, E-Commerce-Gesetz            |
| Rundfunkrecht                               | Gebühren für gesetzliche Rundfunkempfangsgeräte (Computer, Handy, PDA)                                                                       | RGebStV, RFinStV                             | ORF-Gesetz, Fernmeldegebührenordnung                        |

## Geschichte

### Technische Entwicklung vs. Recht
Das in den 1990er Jahren entstandene Internetrecht bereitet der Rechtsprechung und der Legislative insbesondere durch die Geschwindigkeit und Dynamik der Medienkonvergenz größere Schwierigkeiten als die meisten anderen Bereiche. Obwohl zahlreiche Fragen bereits in den 1980er Jahren im Zusammenhang mit dem Staatsvertrag über Bildschirmtext in der Literatur und Rechtsprechung diskutiert worden waren, stellten sich im Internet viele neue Fragen.
Dies lag zum einen daran, dass es im Internet im Gegensatz zu den früheren Bildschirmtextangeboten keine klare Trennung zwischen Dienstanbieter und Nutzer mehr gab, sondern auch viele Privatpersonen als Dienstanbieter auftraten und eigene Webseiten erstellen konnten. Die Dezentralität und Internationalität des Internets machte es zudem schwerer, einen konkreten Verantwortlichen zu benennen – da eine zentrale Instanz fehlte, gab es keine Stelle, von der die Anwendung bestimmter Regeln verlangt werden konnte.
Insbesondere das Fehlen von Referenzurteilen oder einer herrschenden Meinung in der juristischen Fachliteratur führten dazu, dass in den Anfangsjahren des Internetrechts zahlreiche Fragen erst durch den Bundesgerichtshof geklärt werden mussten. Dies kostete jedoch Zeit, während der sich das Internet wieder stark weiterentwickelt hatte. Teilweise existieren daher die zugrundeliegenden Geschäftsmodelle oder technischen Grundlagen zum Zeitpunkt eines letztinstanzlichen Urteils schon gar nicht mehr (vgl. zum Beispiel das Ricardo-Urteil).
Auch in der Rechtsetzung durch Bund und Länder wurden zahlreiche Gesetze und Normen verfasst, die schon kurze Zeit später entweder von der Entwicklung des Internets oder von der Rechtsetzung der Europäischen Union überholt wurden.

### Internetgesetzgebung in Deutschland von 1997 bis 2007
Von 1997 bis 2007 wurde in Deutschland bei der rechtlichen Einordnung von Internetangeboten zwischen Telediensten nach dem Teledienstegesetz (TDG), einem Bundesgesetz, und Mediendiensten nach dem Staatsvertrag über Mediendienste (MDStV) der Bundesländer unterschieden. Diese rechtliche Aufspaltung von Internetangeboten beruhte auf den unterschiedlichen Gesetzgebungskompetenzen von Bund und Ländern: Der Bund kann sich bei Internetrechtsfragen vor allem auf seine Kompetenzen für das Telekommunikationsrecht und das Recht der Wirtschaft stützen (vgl. Artikel 73 Absatz 1 Nr. 7 und Art. 74 Absatz 1 Nr. 11 Grundgesetz für die Bundesrepublik Deutschland). Die Länder haben dagegen die Gesetzgebungskompetenz für Presserecht und Rundfunkrecht (vgl. Art. 70 Grundgesetz). Mit der immer stärker zunehmenden Medienkonvergenz führte die Aufspaltung der Internetangebote in Teledienste und Mediendienste zu Anwendungsschwierigkeiten in der Rechtspraxis. Die Rechtsbegriffe Teledienst und Mediendienst wurden deshalb bei der systematischen Neuordnung des Medienrechts und Internetrechts durch Bund und Länder im Jahr 2007 zum Begriff der Telemedien zusammengefasst.

## Domainrecht
Hauptartikel: Domainnamensrecht
Das Domainrecht befasst sich mit der Zuteilung der Domainnamen. Grundsätzlich gilt hier das Prioritätsprinzip: wer sich als erster einen Domainnamen sichert, darf diesen auch nutzen und behalten. Eine Ausnahme bilden Fälle, bei denen der Name eine „weit überragende Bekanntheit“ genießt, wie „www.shell.de“. Eine weitere Ausnahme begründet das durch § 12 BGB geschützte Namensrecht. Dieses gibt dem jeweiligen Namensträger grundsätzlich das Recht vom unberechtigten Nutzer eines Namens diese Nutzung zu untersagen.
Unzulässig können Domainnamen aber auch aus wettbewerbsrechtlichen Gründen sein, zum Beispiel wegen Irreführung der Nutzer oder Kanalisierung von Kundenströmen (§ 3 UWG) oder aufgrund von missbräuchlichem Domaingrabbing (§ 1 UWG).

## E-Commerce
Nicht nur international, sondern auch im Inland ist das Internet zu einer wichtigen Handelsplattform für den sogenannten E-Commerce geworden. Diese Entwicklung hat deshalb die Frage nach dem Zustandekommen von Verträgen im Internet aufgeworfen. Grundsätzlich finden die Vorschriften des BGB auch für den Vertragsschluss im Internet Anwendung (§§ 145ff BGB). Zusätzlich sind aber beispielsweise die Vorschriften für Fernabsatzverträge der §§ 312bff BGB, die Vorschriften zum elektronischen Geschäftsverkehr (§ 312e BGB), wettbewerbsrechtliche Regelungen im UWG sowie urheberrechtliche und markenrechtliche Bestimmungen im UrhG und Markengesetz zu beachten. Diensteanbieter haben für geschäftsmäßige, in der Regel gegen Entgelt angebotene Telemedien allgemeine Informationspflichten nach § 5 DDG zu beachten. Besondere Informationspflichten bestehen bei kommerzieller Kommunikationen, § 6 DDG.

## Internationalität
Verantwortlich für über das Internet verbreitete Inhalte, sind die Verantwortlichen des Gerätes, von denen die Inhalte gesendet werden, soweit sie nicht nachweisen können, dass sie Inhalte einer anderen Person mit deren Erlaubnis weiterleiten. Dabei müssen unter Umständen die Gesetze des Landes, in welches die Daten übertragen werden, beachtet werden. Das nationale Recht kann in manchen Fällen bei einer Einreise in das Land, in dem das Gesetz gebrochen wurde, angewendet werden. Meistens gilt das Recht des Senders, wobei der Staat des Empfängers die Sendung von Daten nach dem fremden Recht dann toleriert. Einige Staaten sperren Internetteilnehmer, die nicht die nationalen Gesetze beachten, oder filtern den Datenverkehr nach bestimmten Inhalten.
Anwendungsfälle sind die Forderung eines französischen Gerichts zur Sperrung von Nazi-Inhalten für französische Internetnutzer durch Altaba und das Grundsatzentscheidung des deutschen Bundesgerichtshofs im Jahr 2000, nach dem auch beispielsweise ein australischer Staatsangehöriger für eine holocaustleugnende Website, die in Australien gehostet ist, in Deutschland haftbar gemacht werden kann.
Auch im Wirtschaftsverkehr treten besondere Schwierigkeiten auf, da Internetnutzer häufig grenzüberschreitend agieren, indem sie Leistungen ausländischer Anbieter in Anspruch nehmen oder selbst Leistungen im Ausland anbieten. Auf diese Weise kann ein Nutzer, z. T. völlig unbemerkt, mit Rechtsordnungen anderer Länder in Berührung kommen. Eine Norm, die besagt, dass alle Handlungen eines Inländers seinem nationalen Recht unterliegen, gibt es nicht. Da die Reichweite eines nationalen Rechts von jedem Staat autonom festgelegt wird, kann und kommt es zu Überschneidungen. Für die europäische Union wurde durch die EG-E-Commerce-Richtlinie eine gewisse Vereinheitlichung des Rechtes im Internet bewirkt.
Die Frage der internationalen Zuständigkeit und des anwendbaren Privatrechts bestimmt ein angerufenes Gericht in einem solchen Fall nach seinem Internationalen Zivilverfahrensrecht (IZVR) und seinem Internationalen Privatrecht (IPR). Dies führt in der Rechtspraxis häufig zu Schwierigkeiten. Zum einen gelten diese Rechtsgebiete als exotisch und kompliziert, viele Juristen kennen sich hier nicht sehr gut aus. Zum anderen werden Sachverhalte, die schon nach nationalem Recht schwierig zu überblicken sind, fast nie dadurch einfacher, dass sie nach einem ausländischen Recht zu beurteilen sind.

## Telemedien
Rechtsfragen der Telemedien, zu denen eine Vielzahl von Internetdiensten zählen, sind im Medienstaatsvertrag (MStV) sowie im Jugendmedienschutz-Staatsvertrag (JMStV) der Bundesländer geregelt.